# Francisco de Bobadilla
Francisco de Bobadilla was een Spaanse koloniale gouverneur. In 1499 werd hij als opvolger van Christoffel Columbus als gouverneur van de Spaanse ontdekte gebieden in Amerika benoemd door Ferdinand en Isabella. Vanaf zijn aankomst in Santo Domingo (op Hispaniola) in augustus 1500 startte hij met het onderzoek naar de wandaden die Columbus zou hebben begaan en stuurde hem terug naar Spanje.
In 1502 werd hij vervangen door Nicolás de Ovando. Op terugreis naar Spanje verging zijn schip tijdens een storm en verdronk hij.

## Onderzoek naar Columbus

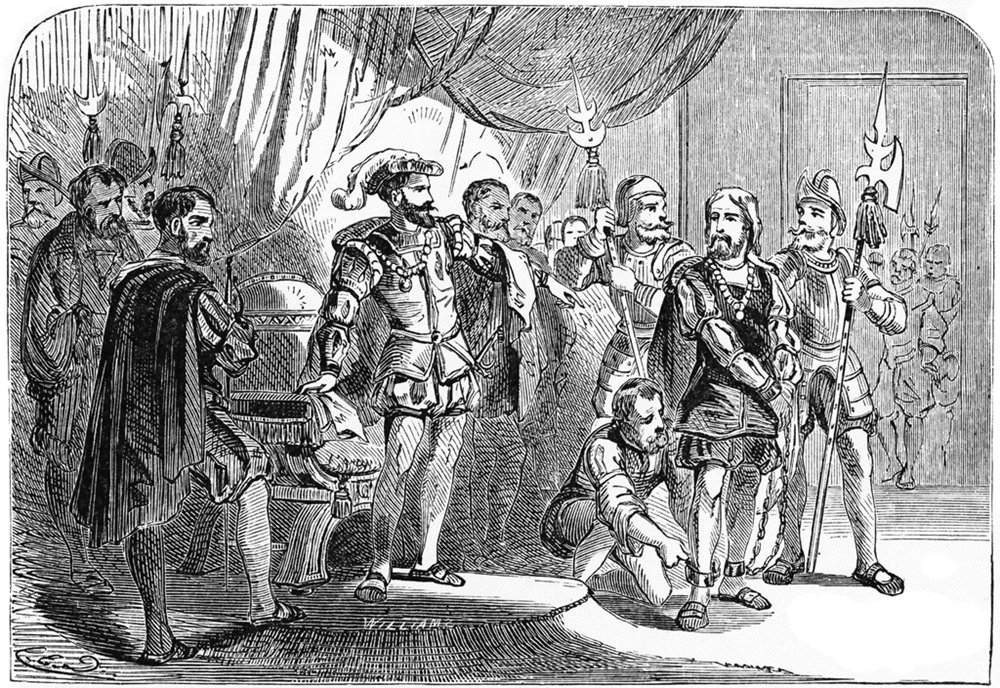
Francisco de Bobadilla arresteert Columbus op Hispaniola

In mei 2006 werd op een internationaal congres in Genua, naar aanleiding van Columbus' 500ste overlijdensdag, het Simancasdocument gepresenteerd door de Spaanse Columbuskenner Consuelo Varela. Dat document was kort daarvoor opgedoken in het (Spaanse) Nationaal Archief van Simancas, in een bundel verslagen waar het niet thuishoorde. Het bleek een kopie te zijn van het al in 1500 verdwenen proces-verbaal van de Spaanse gezant Francisco de Bobadilla over de wandaden van Columbus op Hispaniola. De inhoud sloeg in als een bom. Hiermee won de zwarte legende, zoals de wandaden van de Spanjaarden in hun koloniën wel worden genoemd, nog meer aan zeggingskracht en waarheidsgehalte.
Inmiddels zijn de meeste historici de mening toegedaan, dat het Katholieke koningspaar, Ferdinand en Isabella, het oorspronkelijke en voor Columbus zwaarbelastende Bobadilla-rapport in alle stilte in een geheim archief hebben laten verdwijnen.
- Nationale Bibliotheek van Tsjechië: hka2014832584
- Virtual International Authority File: 310634974
- WorldCat: E39PBJfRFHHcc6PxJc88RjQKBP